# 부산 구 성지곡수원지
부산 구 성지곡수원지(釜山 舊 聖知谷水源池, 영어: Former Seongjigok Valley Reservoir, Busan)는 부산광역시 부산진구에 있는 저수지이다. 2008년 7월 3일 대한민국의 국가등록문화재 제376호로 지정되었다.
서울의 뚝도수원지에 이어 한국에서 두 번째로 설치된 수원시설이며 집수와 저수, 침전, 여과지로 향한 도수로 등이 거의 원형 그대로 보존되어 있다. 동천의 발원지이다.

## 현지 안내문
이 시설은 부산 지역에 식수를 공급하기 위해 1909년에 건립된 상수도 수원지로, 이후 산업용 용수 공급을 하였고, 현재 어린이 대공원 내 교육관광 자원으로 쓰이고 있다.
대한제국 정부와 부산의 일본거류민단이 공사비 공동부담과 공동 경영 계약을 체결하고 건설한 것으로서, 정초석에는 대한제국 연호로 써서 준공 시기를 알리는 “隆熙3년 竣工”이란 기록 외에도 영문으로 건설에 참여한 일본인 기술자 이름 등이 기록되어 있다.
수원지 댐과 침전지 댐은 콘크리트조 구조체 표면에 거칠게 다듬은 석재를 붙여 마감하였으며, 댐의 단면은 물에 접하는 안쪽은 수직에 가깝고, 바깥쪽은 밑이 넓고 위로 가면서 체감된 형태이다.
1972년 낙동강 상수도 취수 공사가 완공되면서 상수도를 공급하는 기능이 중단되고 수원지 일대가 공원화되어 부산어린이대공원에 편입되었다.

## 역사
한국 최초의 콘크리트 중력식 댐이기도 하다 1906년 대한제국 정부와 일본 거류민단이 공사비분담과 공동운영에 대하여 합의하고 1907년 4월에 착공, 2년 5개월 뒤인 융희(隆熙)3년(1909년) 9월에 완공하였다.
수원지 형태는 한국 지형을 닮고 있는데, 수원지 공사 착공 당시 부산 인구는 4만 남짓이었는데 30만명으로 인구가 늘어날 때를 대비하여 이 수원지를 만들었다. 수원지가 준공되면서 서면~수정동에 이르는 지역까지 수돗물을 급수하여 왔으나, 1972년 낙동강 상수도공사가 완공, 1985년 1월부터 용수공급을 중단하고 현재는 호수로서 부산의 랜드마크로 사용되고 있다.

## 규모
- 저수량: 61만톤
- 제방 길이: 112m
- 제방 높이: 27m
- 수심: 22.5m

## 참고 문헌
- 이 문서에는 다음커뮤니케이션(현 카카오)에서 GFDL 또는 CC-SA 라이선스로 배포한 글로벌 세계대백과사전의 "《성지곡수원지》" 항목을 기초로 작성된 글이 포함되어 있습니다.

## 같이 보기
- 어린이대공원
- 초읍동

## 참고 자료
- 부산 구 성지곡수원지 - 국가유산청 국가유산포털
- 어린이대공원 수원지소개